# WWF Brand Extension 2002
La Brand extension 2002 è stato un evento della World Wrestling Federation svoltosi nel corso della puntata di Raw del 25 marzo 2002.
I commissioner di Raw (Ric Flair) e SmackDown (Vince McMahon) hanno scelto, uno alla volta, i wrestler da aggiungere al proprio roster.

## Risultati
| SmackDown                  | Raw                            |
| -------------------------- | ------------------------------ |
| The Rock                   | The Undertaker                 |
| Kurt Angle                 | Kevin Nash, Scott Hall e X-Pac |
| Chris Benoit               | Kane                           |
| Hulk Hogan                 | Rob Van Dam                    |
| Billy Gunn e Chuck Palumbo | Booker T                       |
| Edge                       | Big Show                       |
| Rikishi                    | Bubba Ray Dudley               |
| D-Von Dudley               | Brock Lesnar                   |
| Mark Henry                 | William Regal                  |
| Maven                      | Lita                           |
| Billy Kidman               | Bradshaw                       |
| Tajiri                     | Stevie Richards                |
| Perry Saturn               | Matt Hardy                     |
| Ivory                      | Raven                          |
| Albert                     | Jeff Hardy                     |
| The Hurricane              | Mr. Perfect                    |
| Al Snow                    | Spike Dudley                   |
| Lance Storm                | D'Lo Brown                     |
| Diamond Dallas Page        | Shawn Stasiak                  |
| Torrie Wilson              | Terri                          |
| Scotty 2 Hotty             | Jacqueline                     |
| Stacy Keibler              | Goldust                        |
| Christian                  | Trish Stratus                  |
| Test                       | Justin Credible                |
| Faarooq                    | Big Boss Man                   |
| Tazz                       | Tommy Dreamer                  |
| Hardcore Holly             | Crash Holly                    |
| Val Venis                  | Molly Holly                    |

## Conseguenze
I campioni massimi e i loro sfidanti di quel periodo non sono stati inizialmente assegnati ad alcun roster e hanno quindi dovuto partecipare ad entrambi gli show. Steve Austin non ha invece preso parte al draft per motivi contrattuali ed ha potuto scegliere la sua destinazione di sua spontanea volontà (kayfabe).
| Wrestler          | Passa a   | Data           |
| ----------------- | --------- | -------------- |
| Chris Jericho     | SmackDown | 28 marzo 2002  |
| Stephanie McMahon | SmackDown | 28 marzo 2002  |
| Steve Austin      | Raw       | 1º aprile 2002 |
| Triple H          | SmackDown | 25 aprile 2002 |
| Jazz              | Raw       | 13 maggio 2002 |